# Coelopleurus floridanus
Coelopleurus floridanus is een zee-egel uit de familie Arbaciidae. De wetenschappelijke naam van de soort werd voor het eerst geldig gepubliceerd in 1872 door Alexander Agassiz.